# La Salvetat (Cantal)
Pour les articles homonymes, voir La Salvetat.
La Salvetat est une ancienne commune française, située dans le département du Cantal en région Auvergne-Rhône-Alpes.

## Toponymie
De salvetat, équivalent occitan de sauveté, évolution du bas latin salvitatem, soit « lieu d'asile ». Ces sauvetés ou salvetats étaient des lieux où l'on pouvait trouver refuge ou asile. Ces asiles étaient habituellement organisés par une autorité ecclésiastique, à partir du XIIe siècle, essentiellement dans le Midi de la France.

## Histoire
La commune est réunie à celle de Saint-Mamet en 1844 pour constituer Saint-Mamet-la-Salvetat.

## Administration

### Maires
| Période                                  | Période | Identité | Étiquette | Qualité |
| ---------------------------------------- | ------- | -------- | --------- | ------- |
|                                          | 1844    |          |           |         |
| Les données manquantes sont à compléter. |         |          |           |         |

## Démographie
| 1793 | 1800 | 1806 | 1821 | 1831 | 1836 | 1841 |
| ---- | ---- | ---- | ---- | ---- | ---- | ---- |
| 105  | 115  | 201  | 220  | -    | 207  | -    |

Histogramme

(élaboration graphique par Wikipédia)

## Lieux et monuments
- Église de La Salvetat[2].
- Maison du Commandeur[3].